# Edwin Ahlqvist
Edwin Ahlqvist, född Axel Edvin Ahlqvist 28 januari 1898 i Fogdön i Södermanland, död 15 juni 1984 i Göteborg, var en svensk redaktör, tidningsutgivare, boxningspromotor och boxningsmanager.
Ahlqvist gav ut idrottstidningarna Rekord-Magasinet (1942–1968) och All Sport (1945–1967) och var dessutom manager för boxaren Ingemar Johansson. Han arrangerade flera boxningsevenemang, där bland andra Olle Tandberg och Ingemar Johansson var inblandade. Åren 1957–1969 spelade Ahlqvist med i tre filmer med boxningsanknytning.
Edwin Ahlqvist är begravd på Västra kyrkogården i Göteborg.

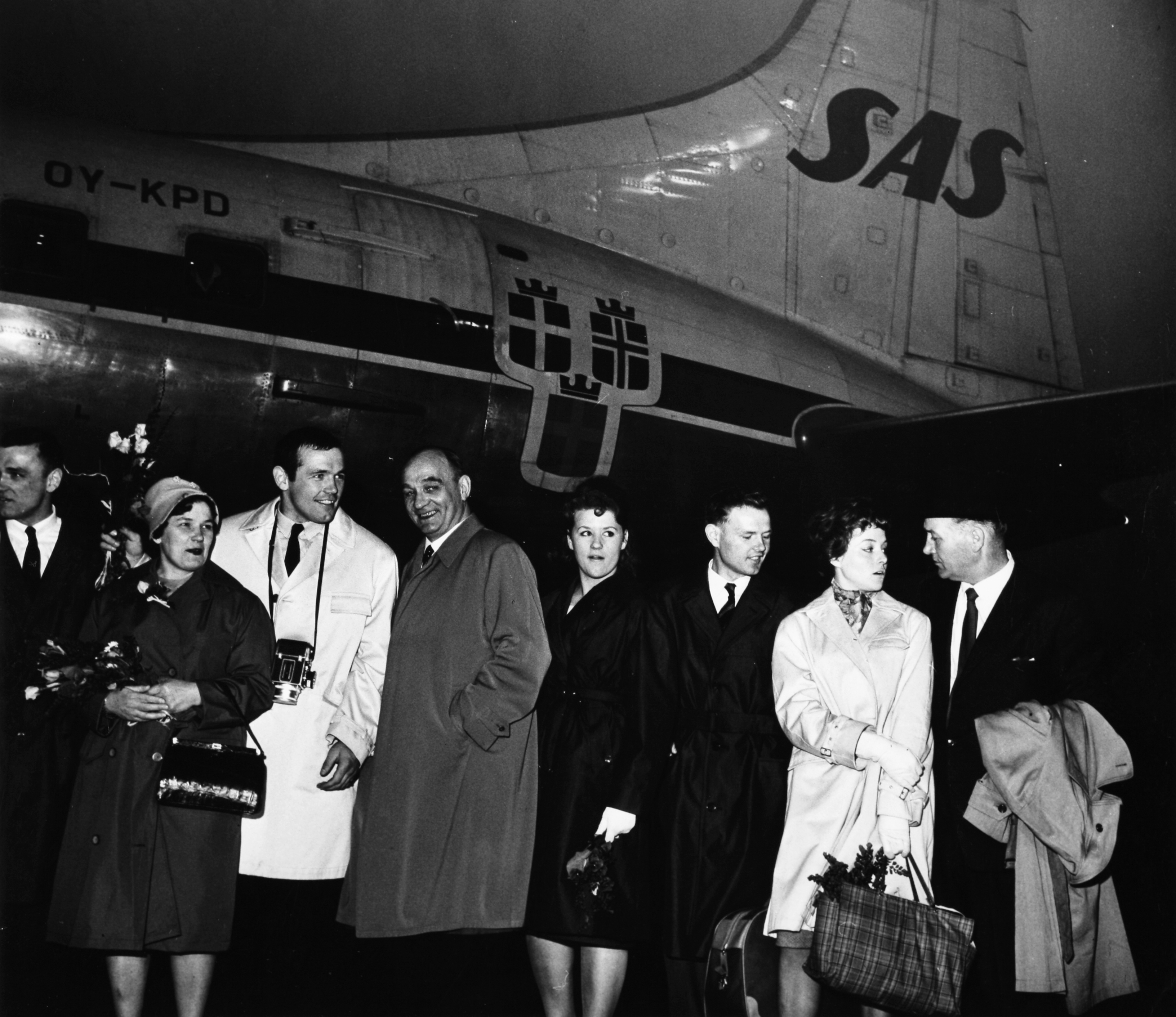
Edwin Ahlqvist och Ingemar Johansson i samband med en av de många gemensamma flygresorna på 1950-talet.

## Filmer
- 1957 – Klarar Biffen Bananen?
- 1962 – Fighten
- 1969 – Med krut i nävarna